# بازار بزرگ تهران
بازار بزرگ تهران یک بازار در منطقه ۱۲ در مرکز شهر تهران است. این بازار تاریخی به چندین راسته به طول بیش از ده کیلومتر تقسیم شده که هر کدام در نوعی کالا تخصص دارند و همچنین دارای چندین ورودی است. شکل کلی این بازار به فرم ذونقه‌ای به مساحت حدود ۱۱۰ هکتار است.
بازار تهران علاوه بر مغازه‌، دارای چندین مسجد، کاروانسرا و بانک نیز هست. دسترسی به بازار تهران با مترو، از شمالغرب در ایستگاه پانزده خرداد، از غرب در ایستگاه خیام و از جنوب‌شرق در ایستگاه مولوی شدنی است.

## پیشینه

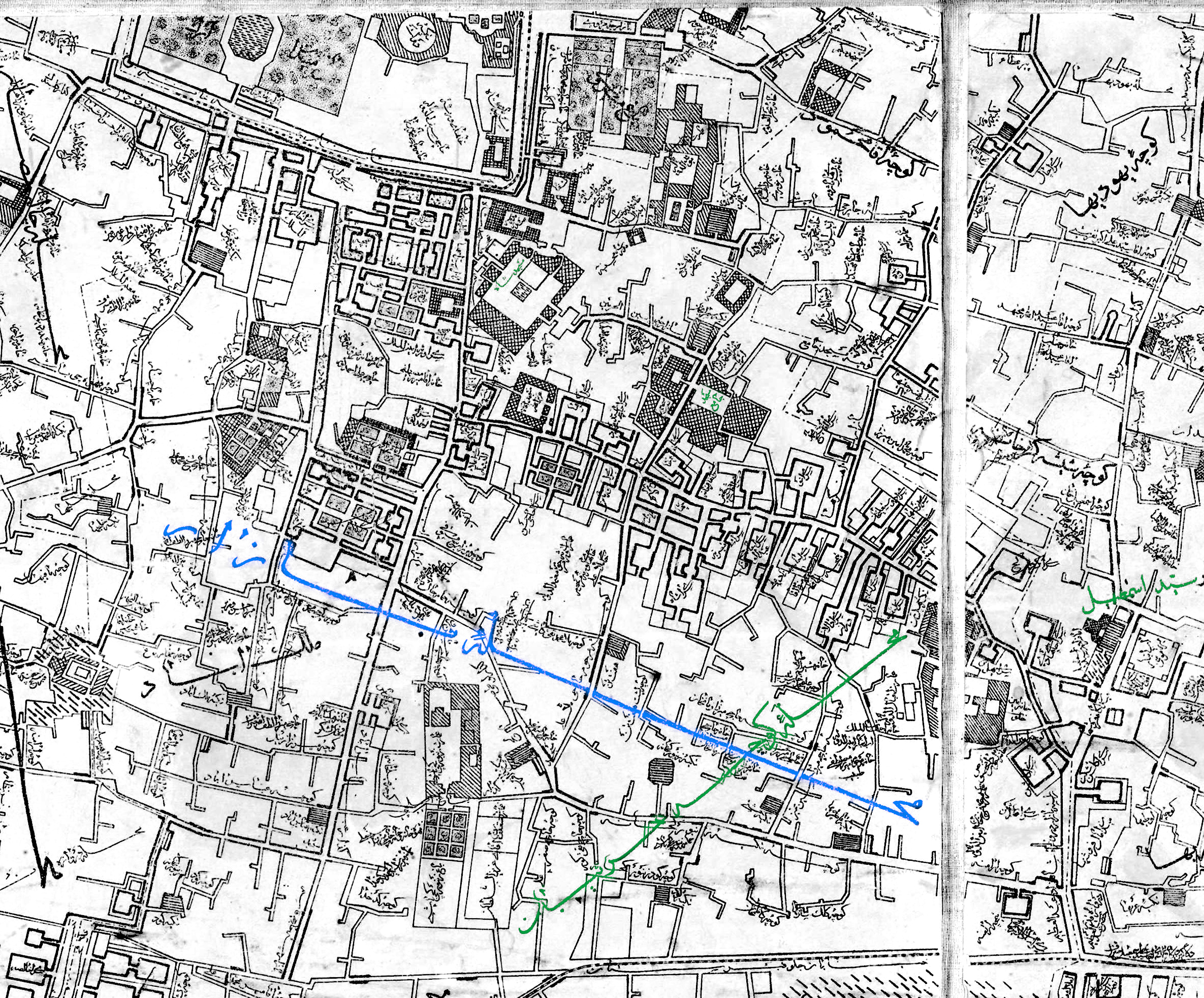
محله بازار تهران در اواخر دوره ناصری

در منابع تاریخی نمی‌توان ردپایی دقیق از زمان شکل‌گیری بازار تهران یافت، ولی با توجه به اینکه مجموعهٔ چند آبادی در کوهپایهٔ البرز به فرمان شاه تهماسب صفوی با ساخت حصاری از خشت خام به دورشان تبدیل به شهر تهران شدند (۹۶۱ق)، شکل‌گیری بازار تهران با یک فرم نسبتاً منظّم را هم می‌توان به همان زمان نسبت داد.  
نقشه‌ای که به نام سروان نازکوف (نقشه‌بردار روس) مشهور است، اولین نقشهٔ شهر تهران به حساب می‌آید. با دقت در این نقشه (ترسیم بصورت کروکی در ۱۸۲۶ میلادی، سال سی‌اُم سلطنت فتحعلی‌شاه قاجار)، موقعیت حدودی بازار تهران را به تفکیک بخش‌های سرپوشیده و روبازش، کاروانسراها، مسجدها و کلیساها و کنیسه‌ها، امامزاده‌ها، مدرسه‌ها، عمارت‌ها، باغ‌ها، حمام‌ها و آب‌انبارهایش می‌توان دید. نقشه‌ای دیگر که به نقشهٔ کِرشیش (به نام سرتیپ کرشیش، استاد اتریشی دارالفنون) مشهور است، حدود سه دهه پس از نقشهٔ نازکوف کشیده شده و اولین نقشهٔ دقیق با ذکر نام مکان‌ها و مالکین خانه‌های تهران است. در این نقشه (ترسیم ۱۸۵۸م، یازدهمین سال سلطنت ناصرالدین‌شاه) نه‌تنها ریز به ریز بازار تهران در آن روزگار را می‌توان دید، بلکه مرز جداسازی محله‌های تهران و نام محلهٔ بازار قابل مشاهده است. در نقشه‌ٔ نجم‌الدوله (به‌ نام عبدالغفار نجم‌الدوله، مدرس دارالفنون) هم که بیش از سه دهه بعد را نشان می‌دهد، اوج رونق بازار تهران در دورهٔ ناصری و نیز تغییرات شگرف بافت جمعیتی آن را می‌توان دید. 
هستهٔ اولیهٔ شکل‌گیری بازار تهران را می‌توان اتصال دروازهٔ شاه‌عبدالعظیم در جنوب حصار شهر و دروازه‌ٔ ارگ در میانهٔ آن به حساب آورد. در سراسر طول این مسیر منحنی، کاروانسراهایی ساخته شده بودند که محل بارانداز کالاها و نیز شب‌مانی مسافران و مرکب‌هایشان بودند. همچنین راسته‌هایی دیگر، این راستهٔ اصلی را قطع می‌کردند که در آنها تولیدکنندگان و عرضه‌کنندگان کالاهای گوناگون فعالیت می‌کردند که امروز نام شغل فراموش‌شدهٔ آنها (بزازها، کفاش‌ها، آهنگران، دباغ‌ها و...) را روی راسته‌های بازار می‌توان دید.

## موقعیت
این بازار در میان خیابان‌های مولوی در جنوب، مصطفی خمینی در شرق، پانزده خرداد در شمال و خیام در غرب قرار گرفته‌است. در تقاطع این خیابان‌ها میدان محمدیه، چهارراه مولوی، چهارراه سیروس و چهارراه سرچشمه قرار گرفته‌اند.

## پرستشگاه‌های بازار تهران
بازار بزرگ تهران دارای ۶۴ مسجد (همگی برای شیعیان) و یک کلیسا (تادئوس و بارتوقیمئوس مقدس) است. از این ۶۴ مسجد، قدیمی‌ترین آن مسجد جامع است که بنیاد آن را به دوران آل بویه نسبت می‌دهند و بزرگترین‌ آنها، مسجد شاه بوده که یادگار دوران فتحعلی‌شاه قاجار است. در بازار تهران، سه امامزاده هست؛ در شمال‌غرب آن، زید و کمی آن‌سوتر، سید ولی و در جنوب‌شرق آن، سید اسماعیل.

## نگارخانه

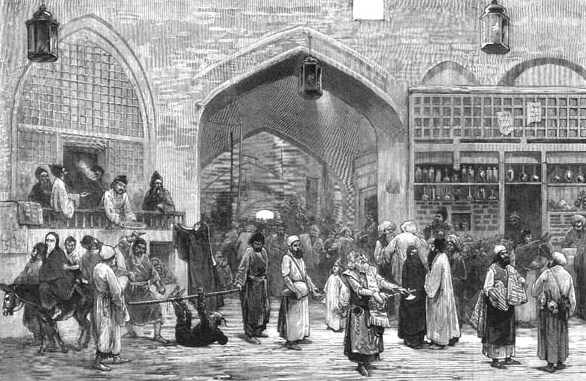
ترسیمی از بازار بزرگ تهران در سال ۱۲۵۱ هجری خورشیدی
ورودی بازار تهران (اثر والتر میتل‌هولتسر حوالی سال ۱۳۰۴)
نمایی از ورودی بازار (۱۳۰۳)
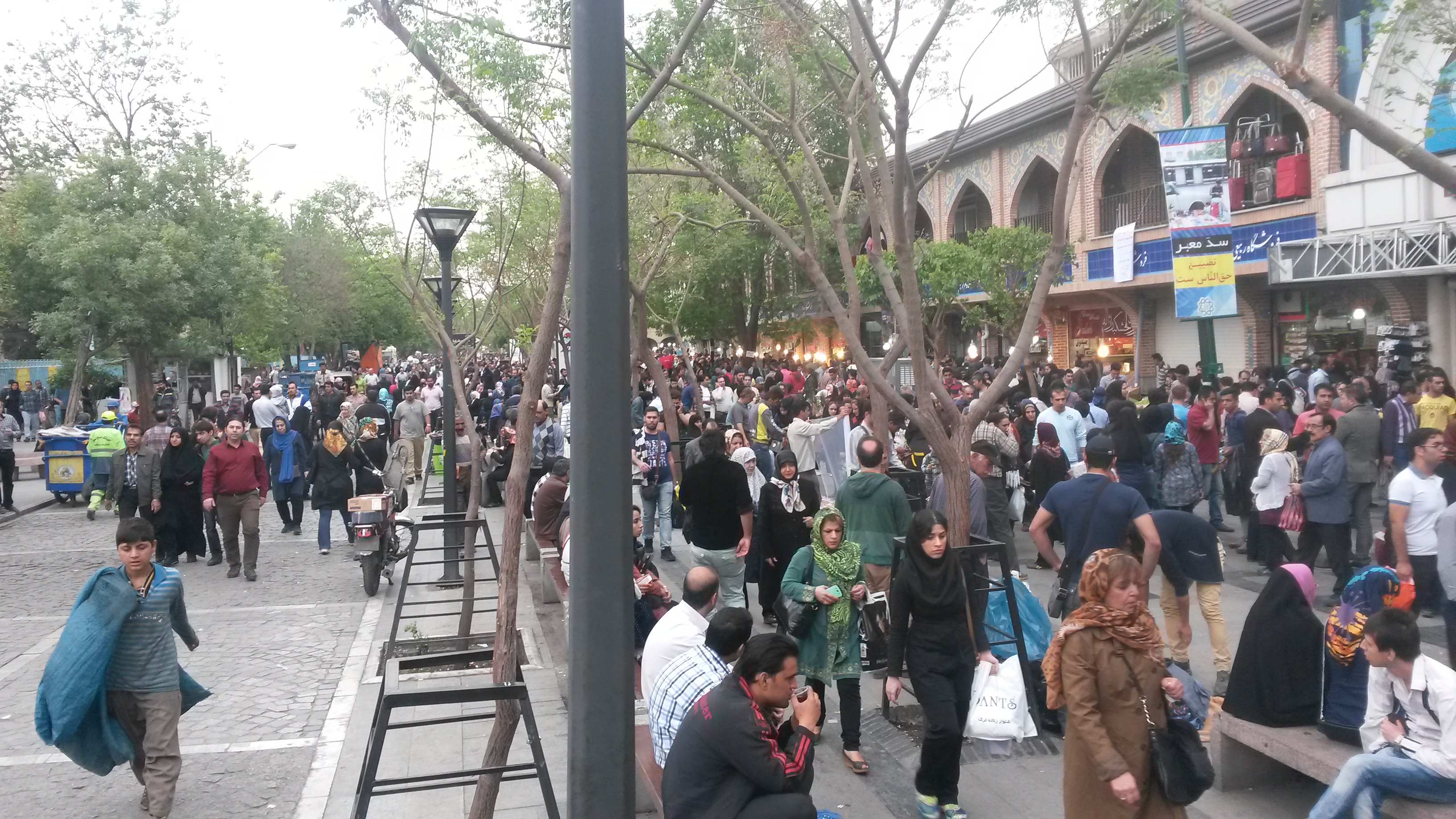
خیابان روبروی بازار زرگرها
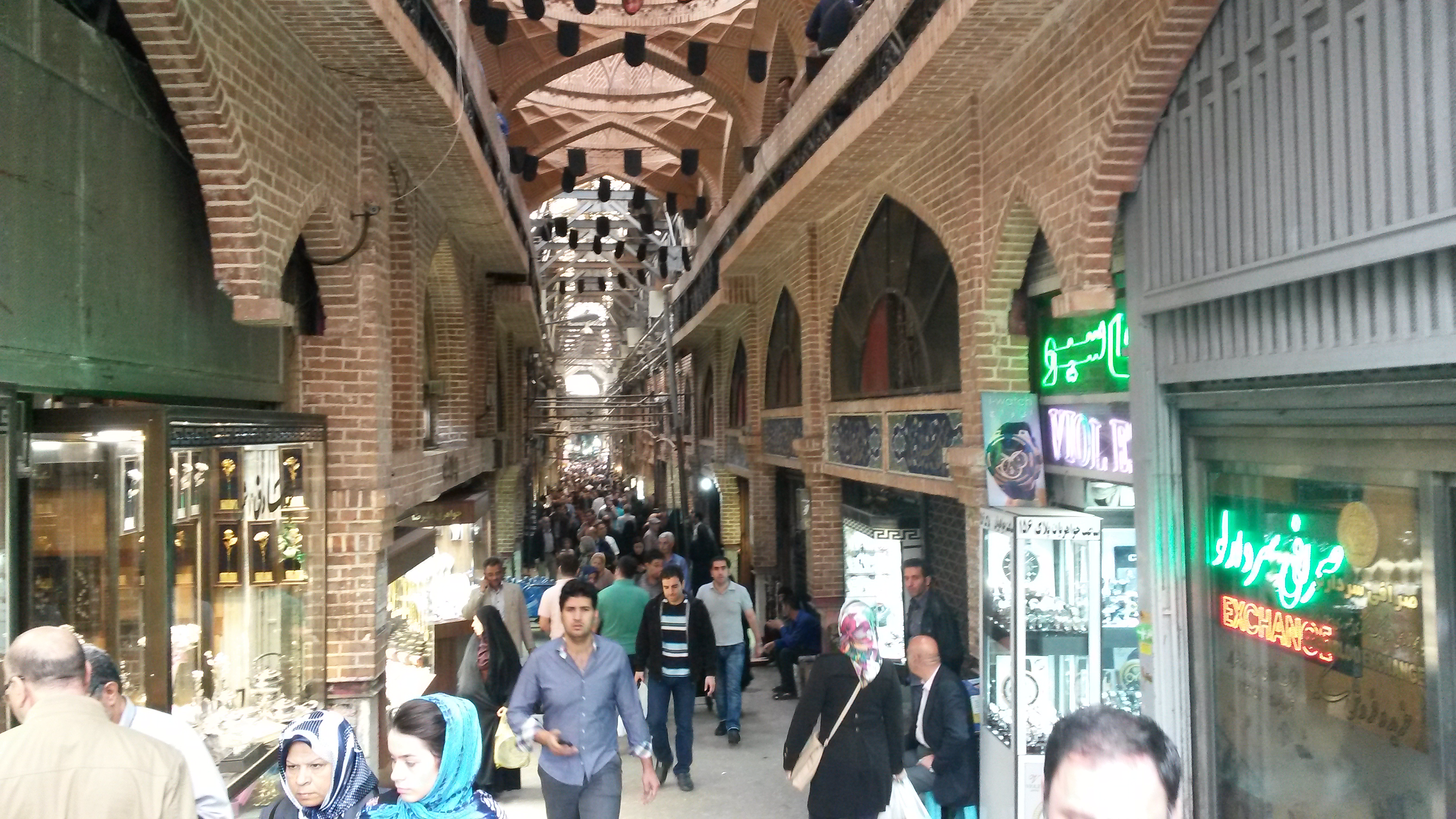
بازار سنتی تهران
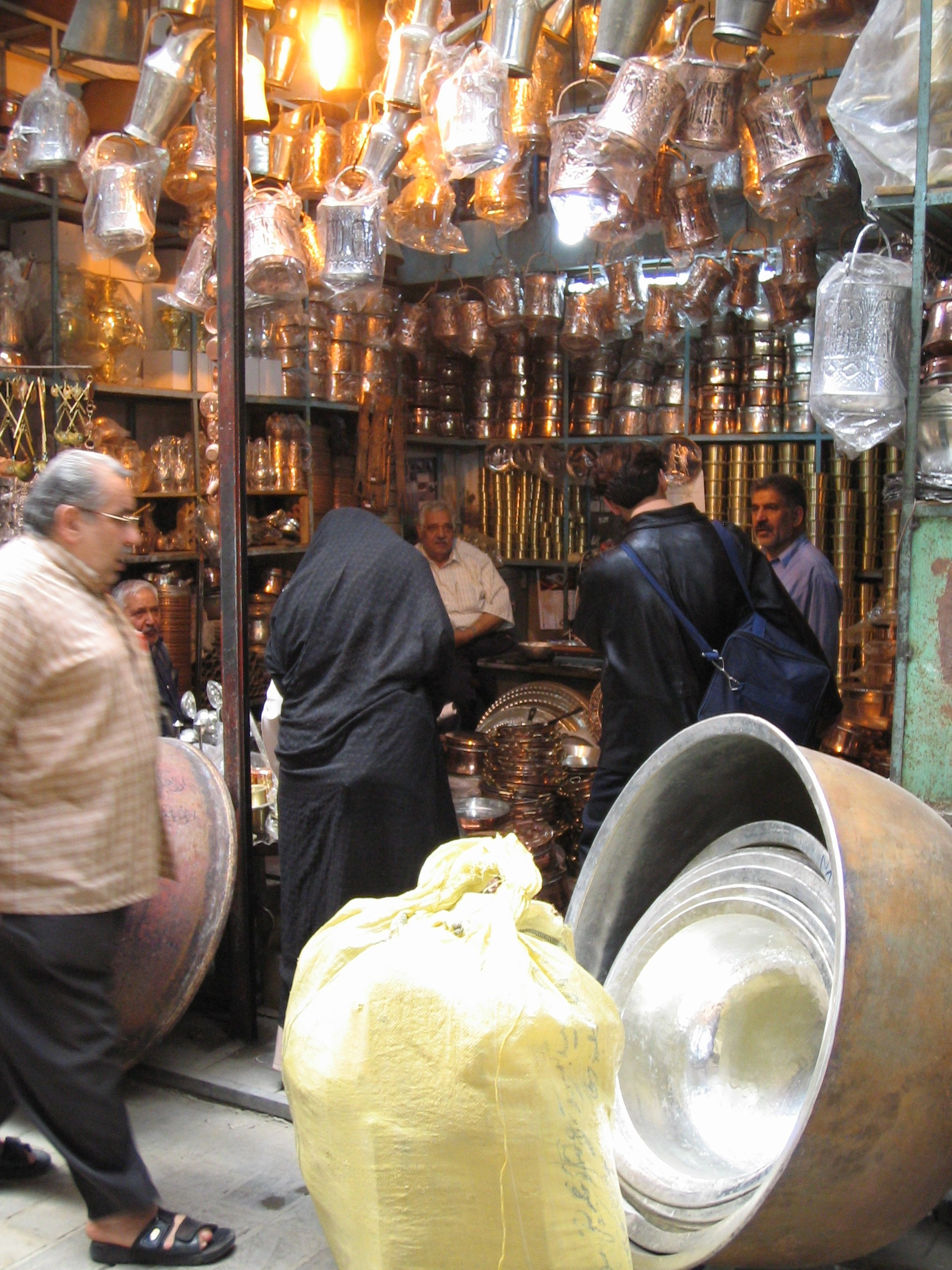
بازار مس‌گرها
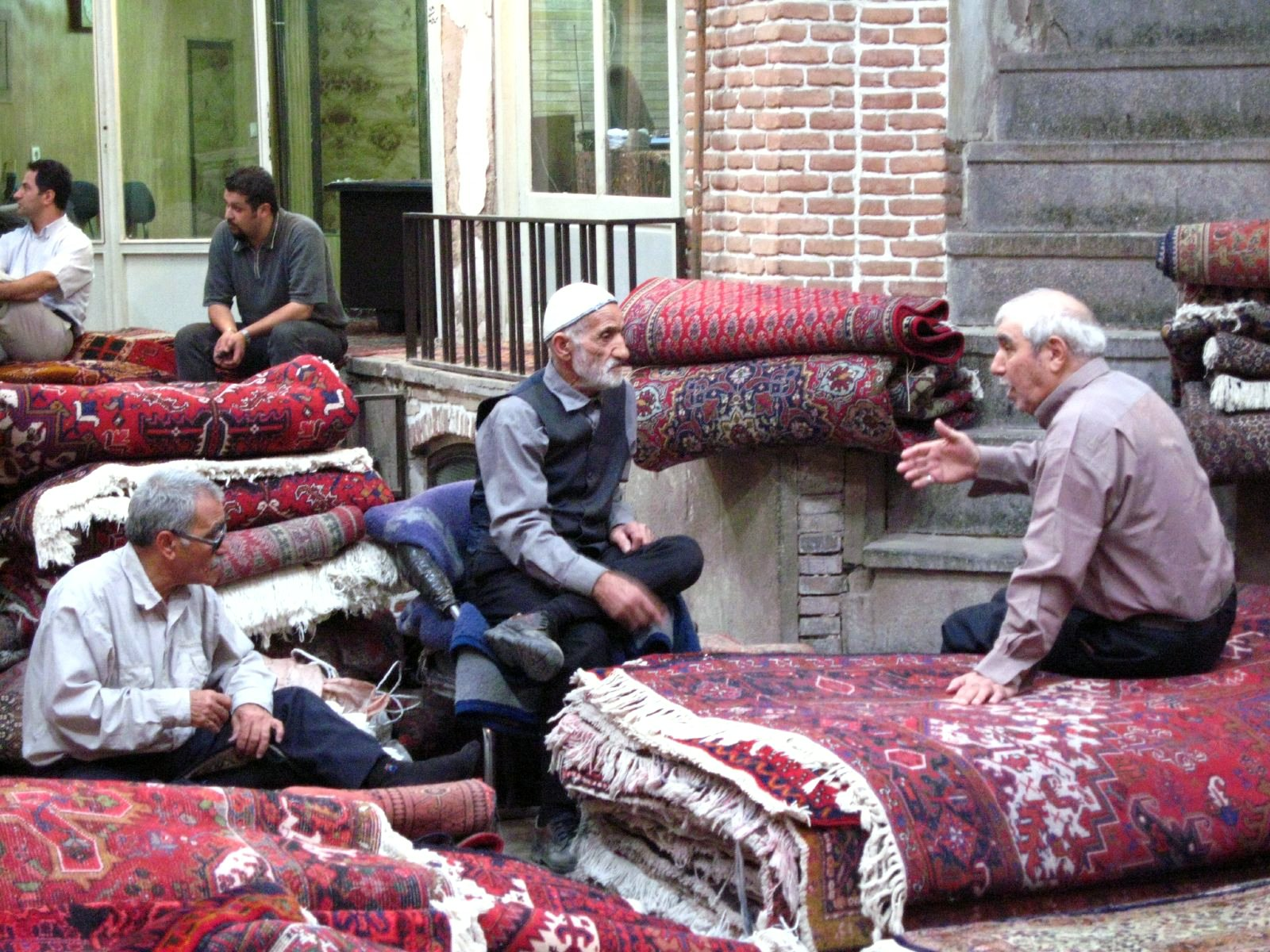
بازار فرش فروش‌ها
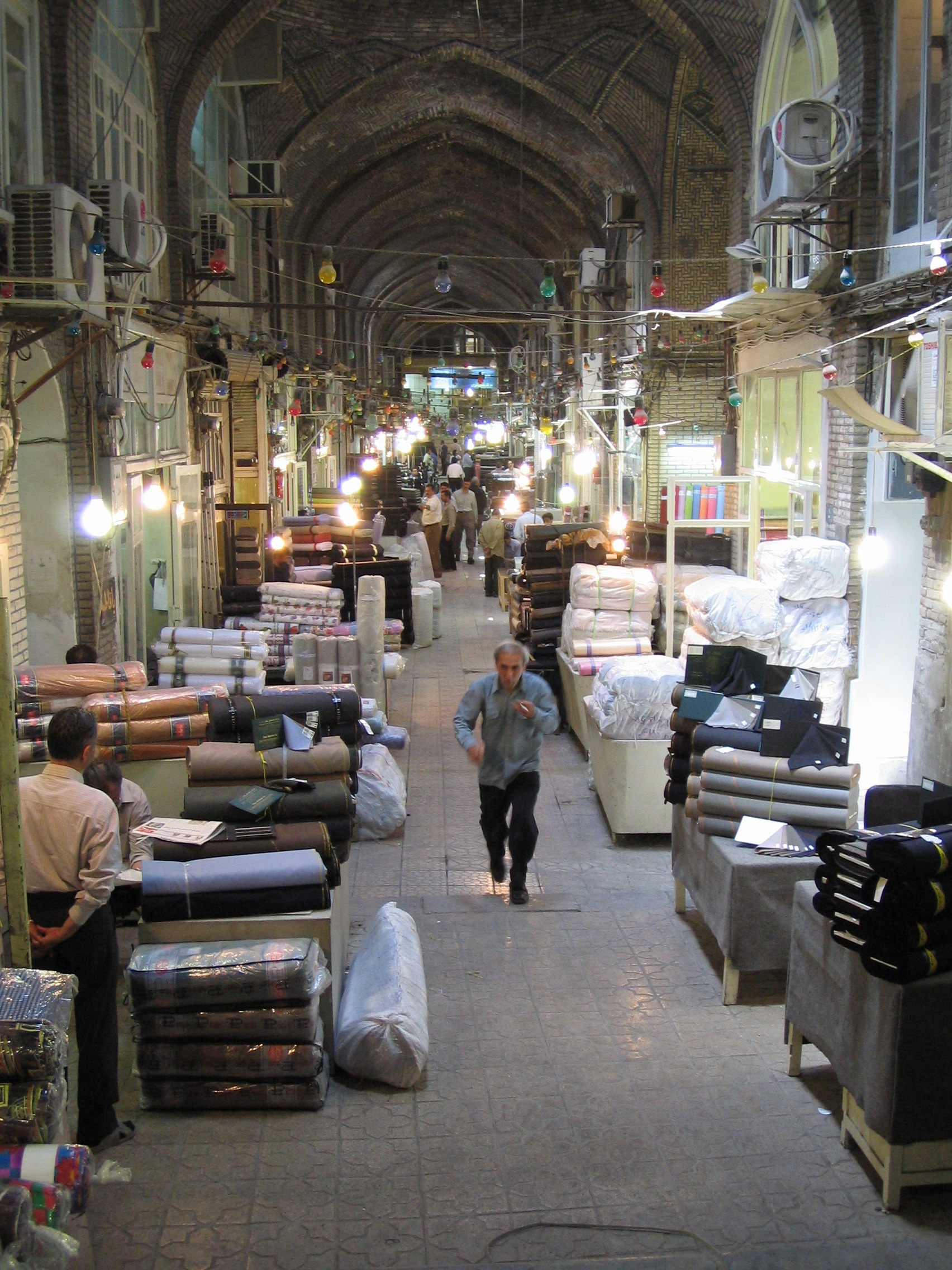
بازار پارچه فروش‌ها
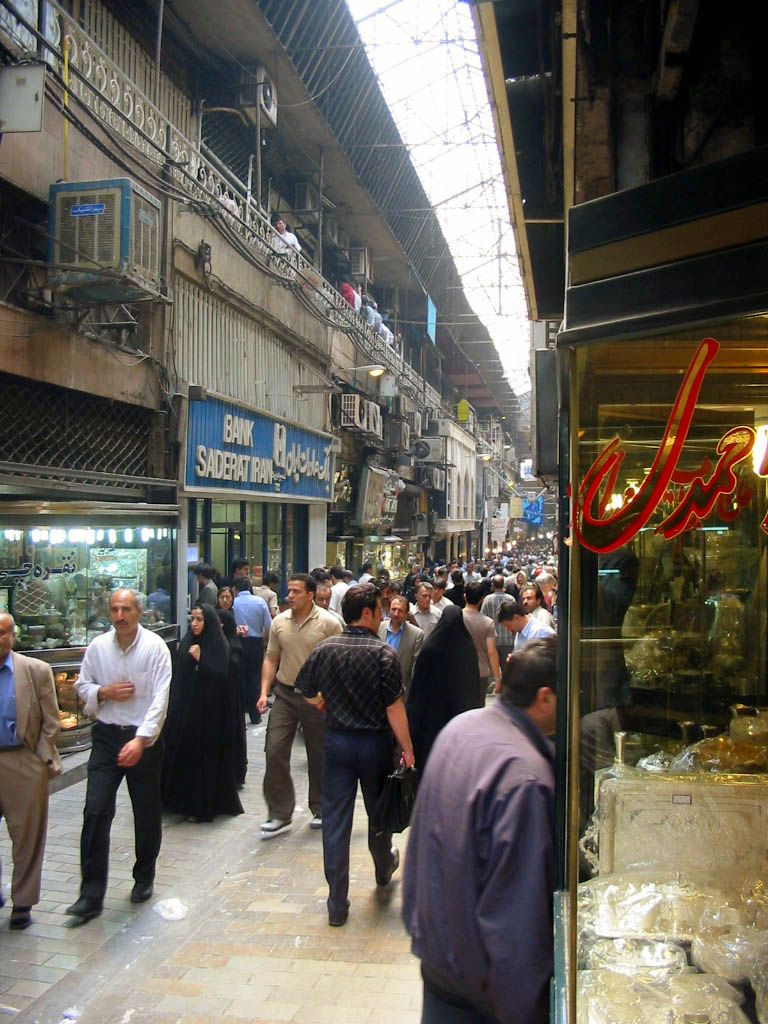
بازار بزرگ تهران در سال ۱۳۸۳
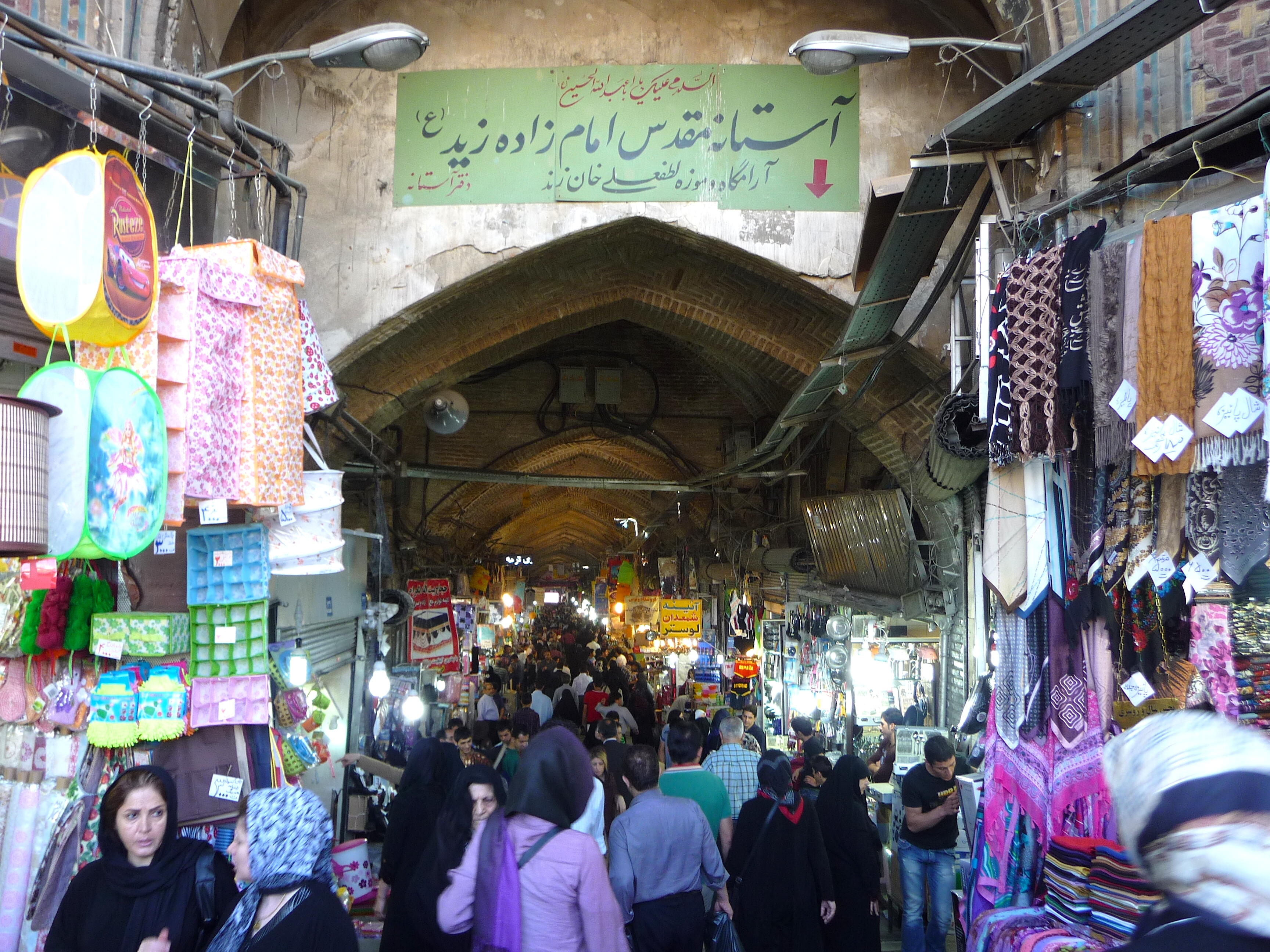
بازار بزرگ تهران در سال ۱۳۹۰
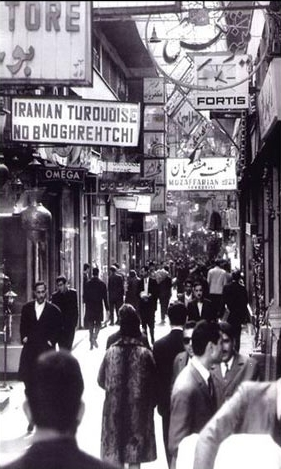
در سال ۱۳۳۳
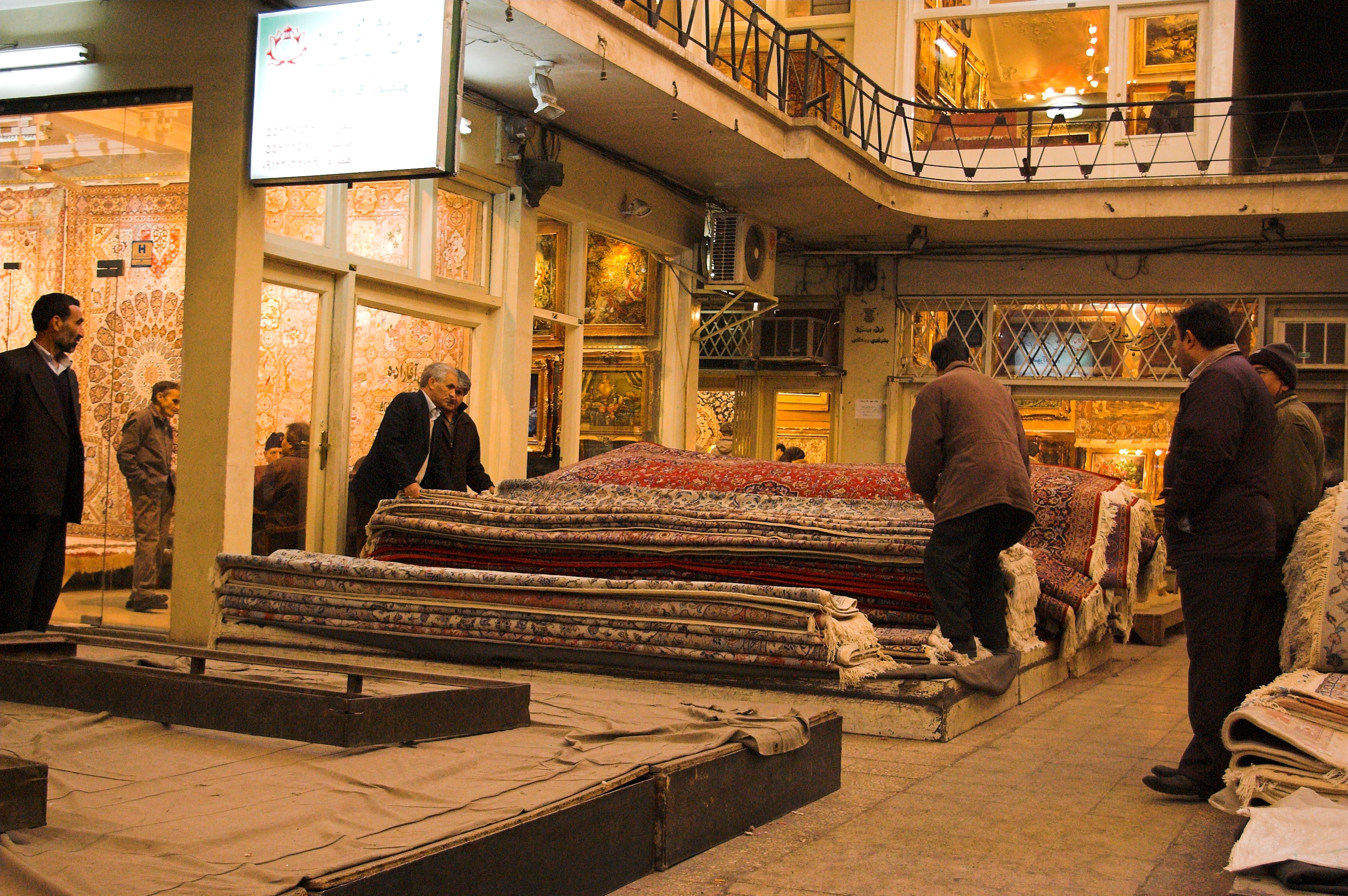
بازار فرش فروش‌ها
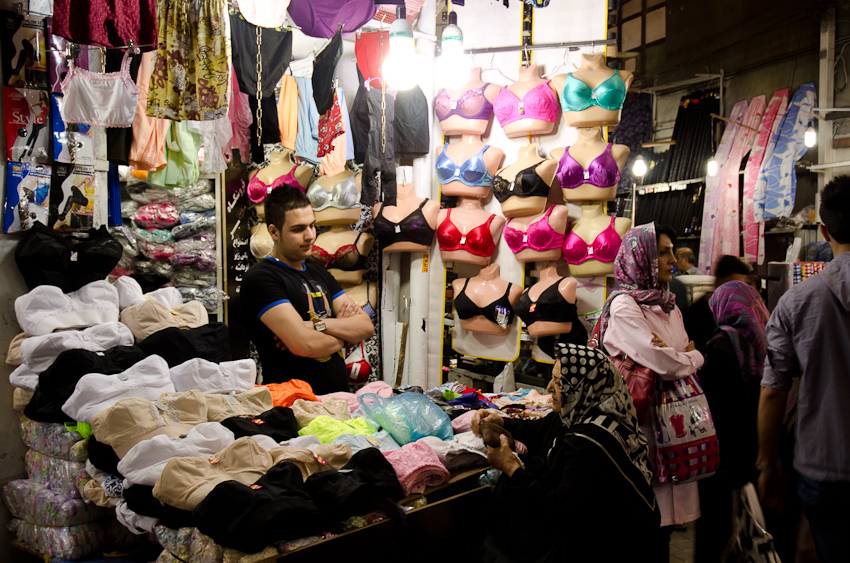
بازار لباس زنانه
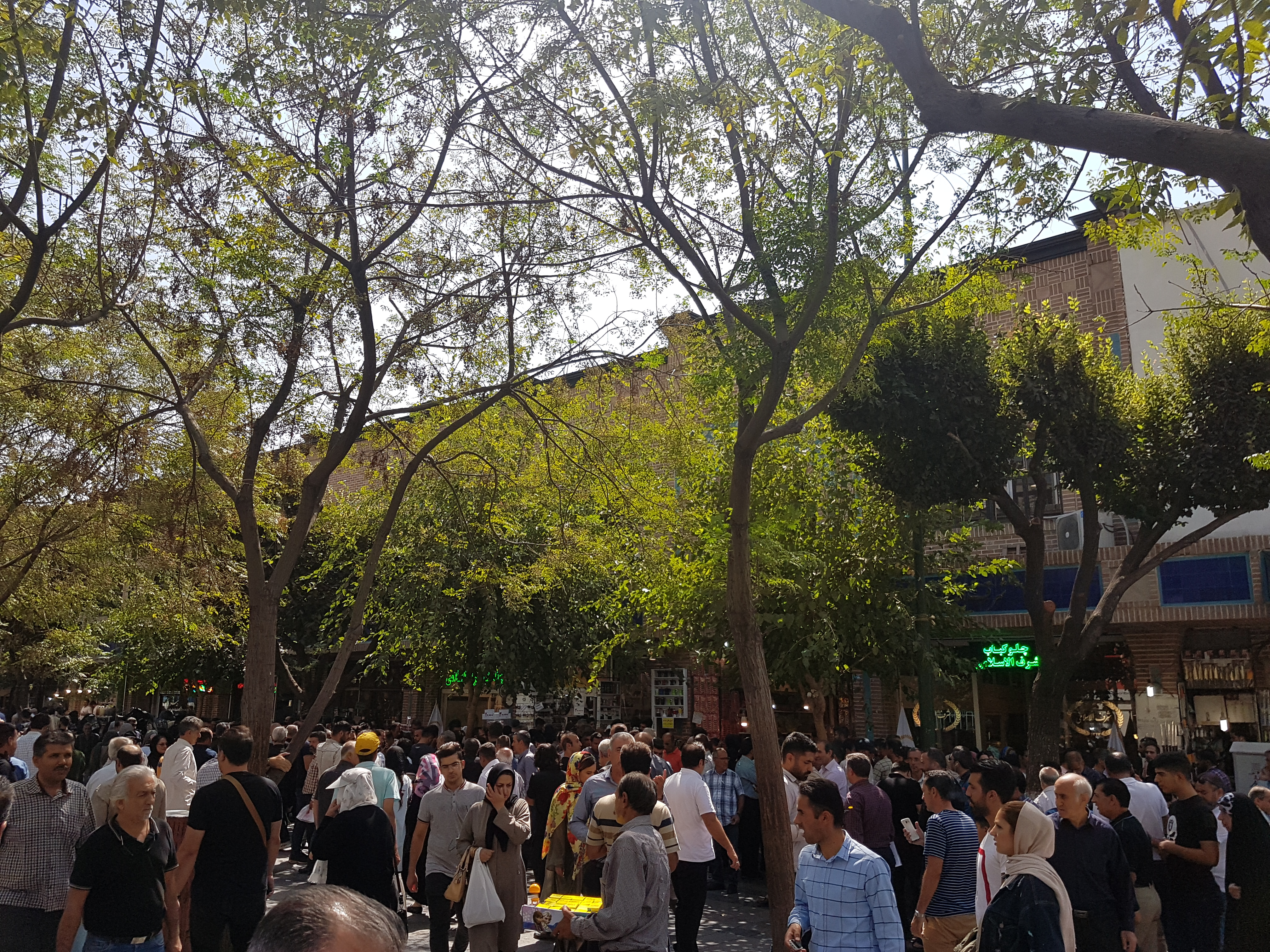
ورودی شمالی بازار تهران
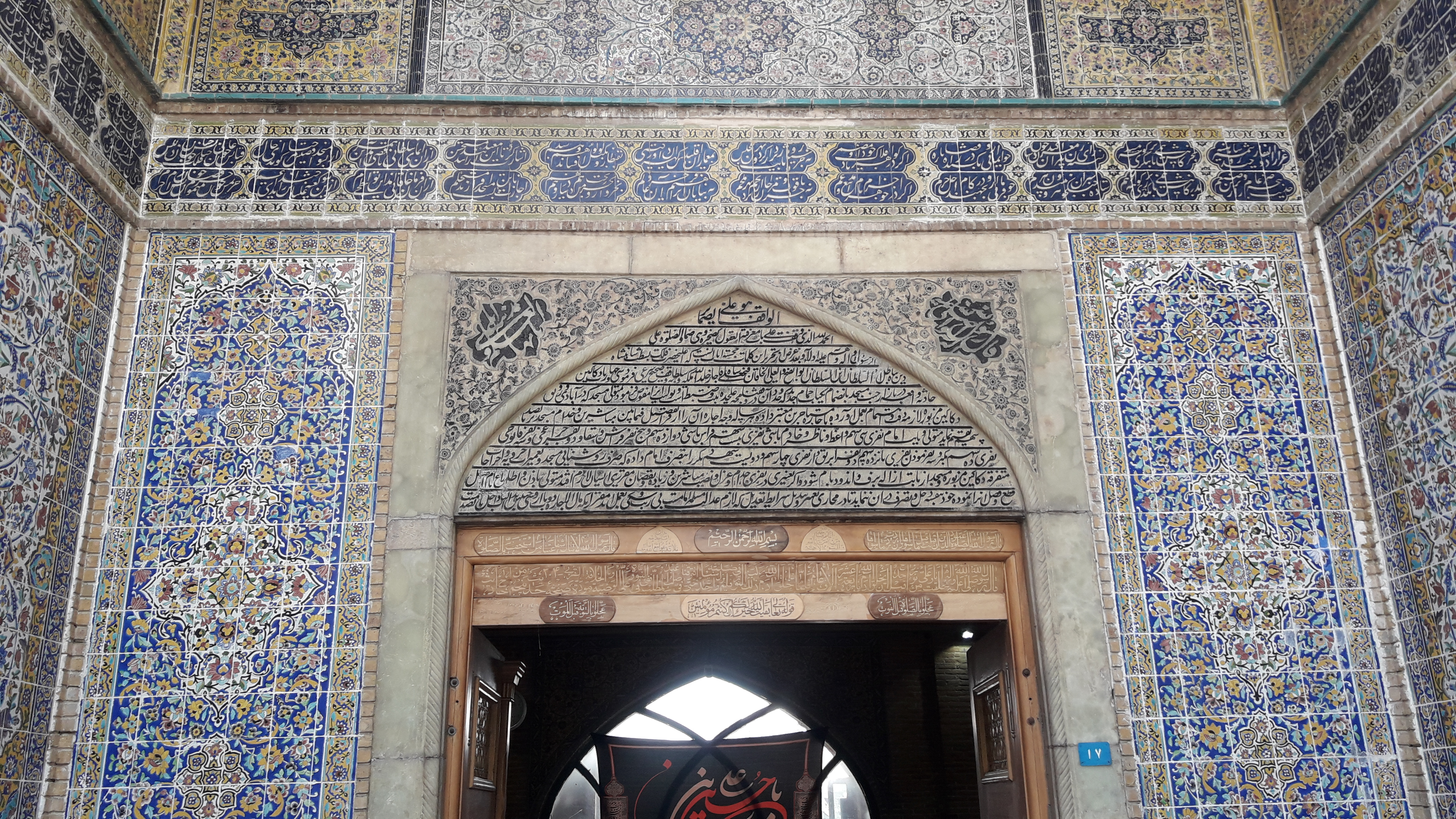
مسجد شاه تهران
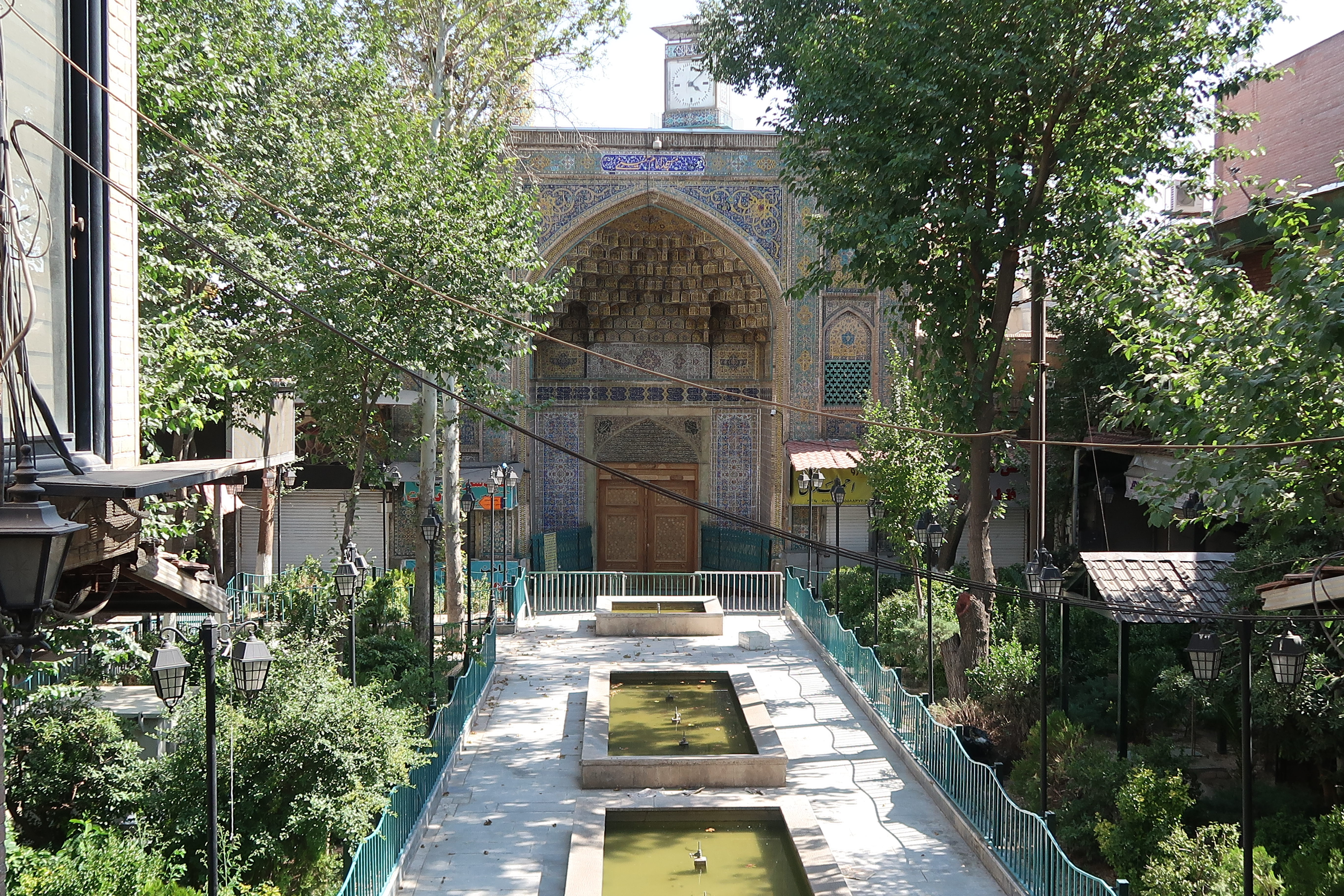
مسجد شاه تهران
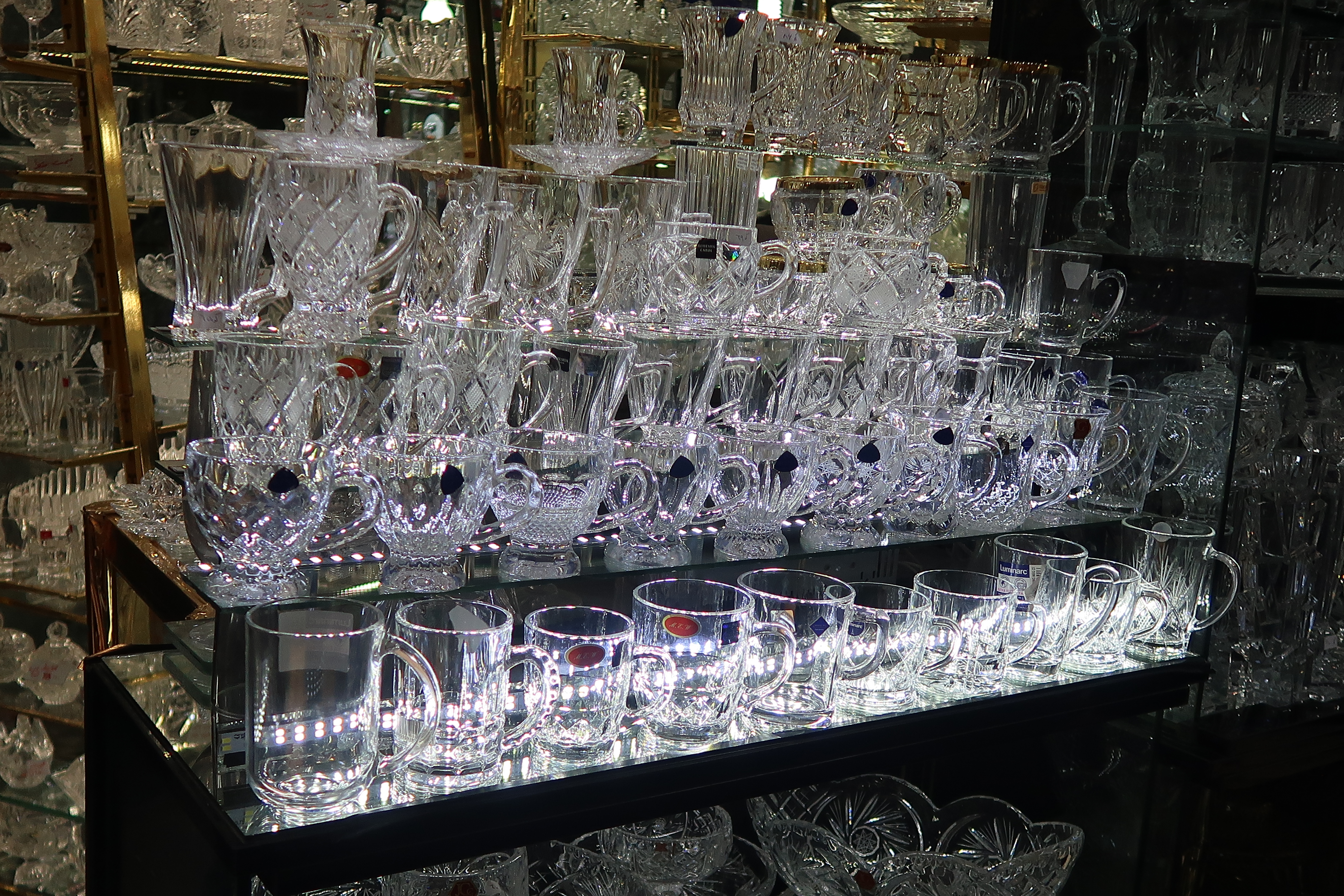
فروشنده بلور در بازار تهران
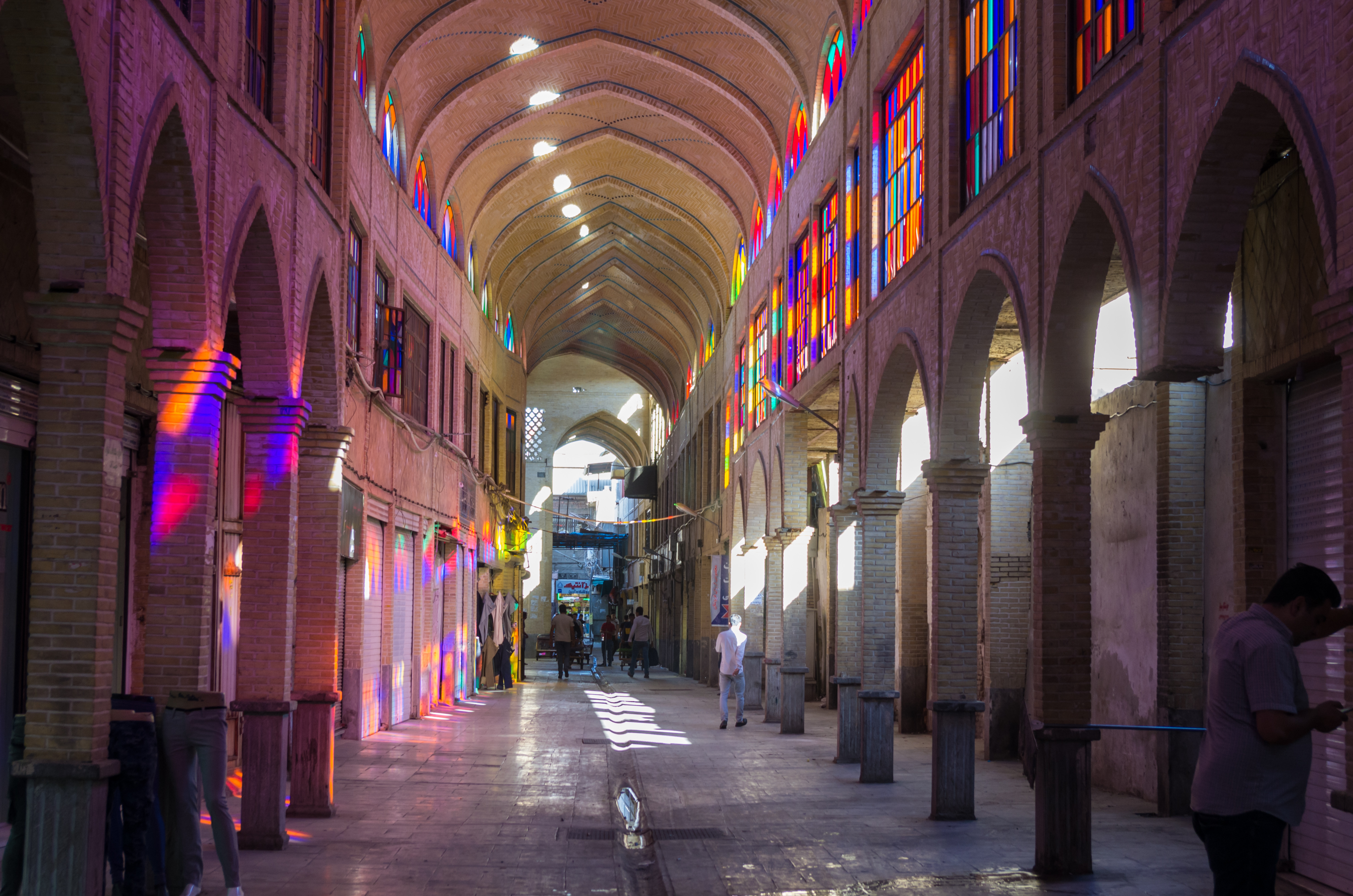
بازار بزرگ تهران در سال ۱۳۹۴